# Evgenij Agrest

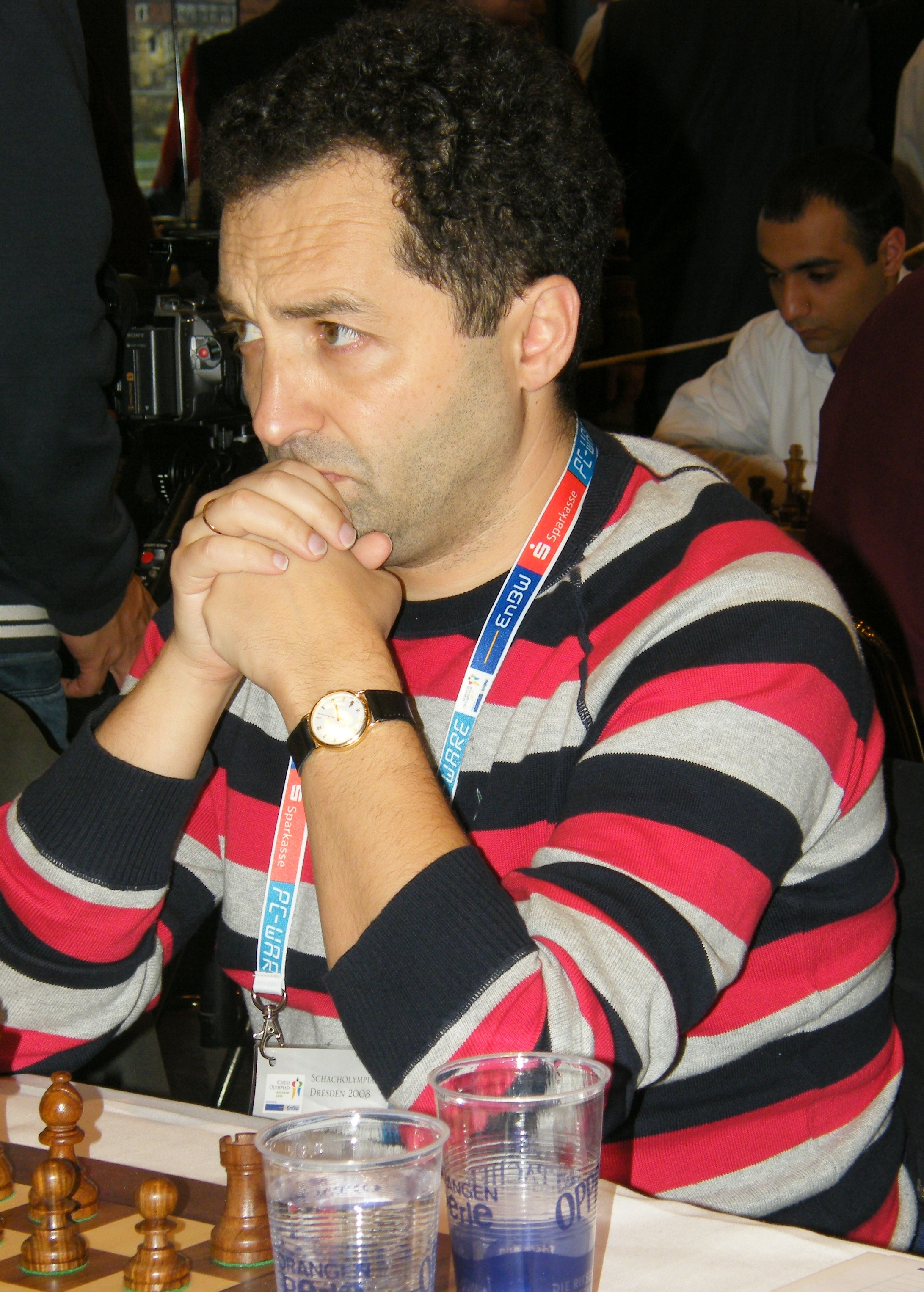
Agrest i Dresden 2008.

Evgenij Agrest, född 15 augusti 1966 i Vitsebsk, Belarus, är en svensk stormästare i schack. Evgenij tog examen 1994 och flyttade samma år till Sverige, något år efter Sovjetunionens upplösning. Evgenij är gift med Svetlana Agrest och far till Inna Agrest, även dessa schackspelare på landslagsnivå.
Han erhöll stormästartiteln år 1997, och vann SM i schack åren 1998, 2001, 2003 och 2004. Vidare vann han Nordiska Mästerskapen år 2001, 2003 och 2005.
Agrest spelade för Sverige i Schackolympiaderna 1998, 2000, 2002, 2004, 2006, 2008, 2010 och 2014. I Turin 2006 gjorde han sitt starkaste mästerskap, där han spelade på första bord, med en prestationsrating på 2721.

## Böcker
- Delchev, Aleksander; Agrest, Evgenij (2011). The Safest Grünfeld. Chess Stars. ISBN 978-954-8782-81-4.